# Tessère de Dēkla
Dēkla Tessera
Pour les articles homonymes, voir Dekla.
La tessère de Dēkla (désignation internationale : Dēkla Tessera) est un terrain polygonal situé sur Vénus dans le quadrangle de Meskhent. Il a été nommé en référence à Dēkla, une déesse lettone du destin.